# Мелана (Кунео)
Мелана је насеље у Италији у округу Кунео, региону Пијемонт.
Према процени из 2011. у насељу је живело 113 становника. Насеље се налази на надморској висини од 572 м.